# Kafejka internetowa

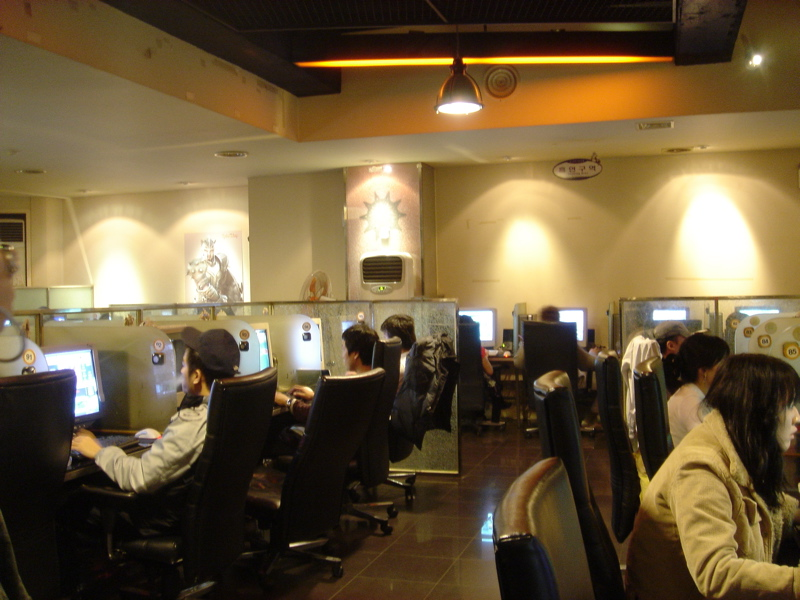
Kafejka internetowa w Korei Południowej (2006)

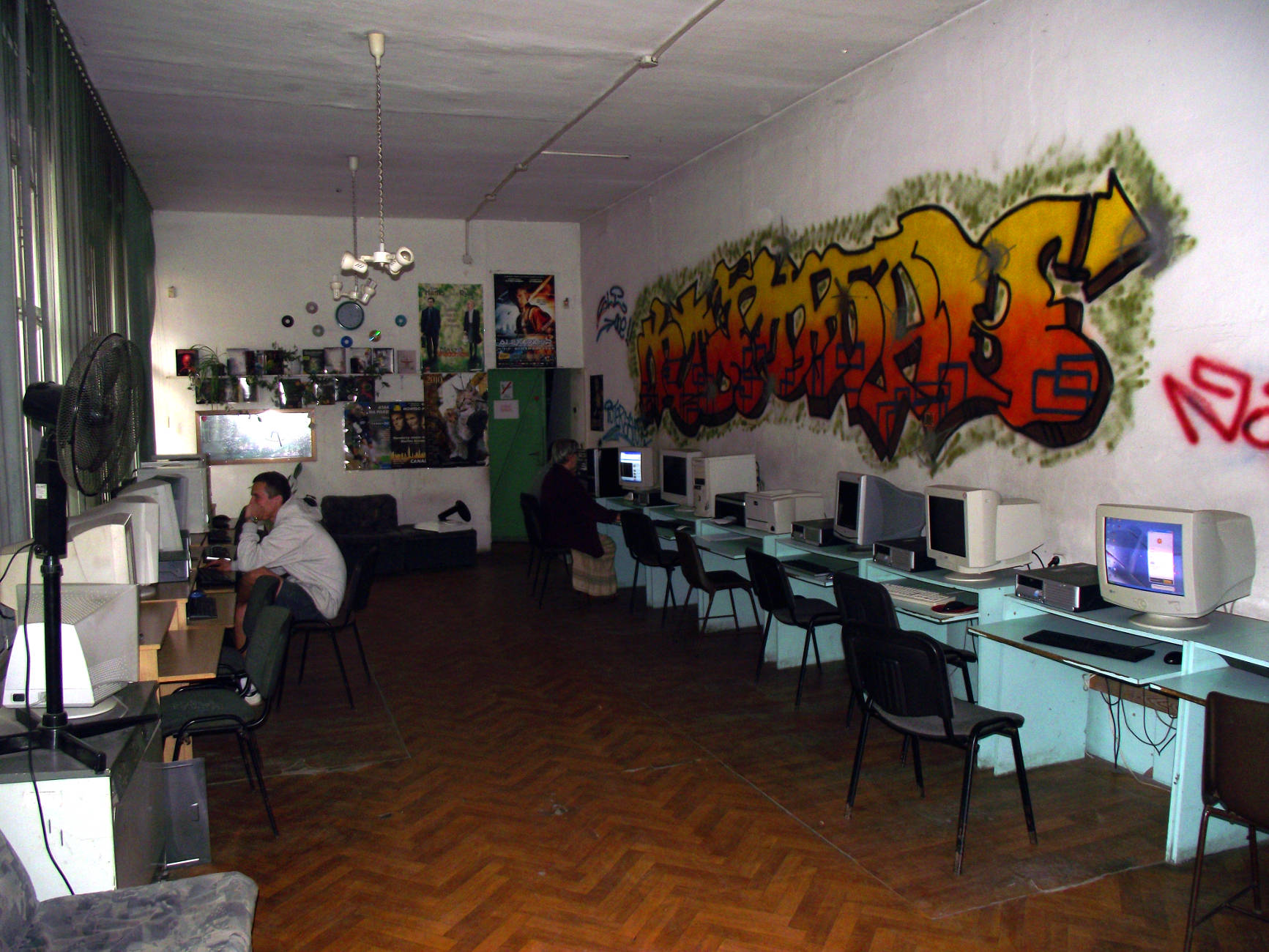
Kafejka internetowa w Polsce (2014)

 Kafejka internetowa (kawiarenka internetowa) – miejsce, w którym można skorzystać z komputerów z dostępem do Internetu. Za korzystanie z komputerów w kafejce internetowej zazwyczaj pobierana jest niewielka opłata, najczęściej za czas korzystania.

## Cyberia

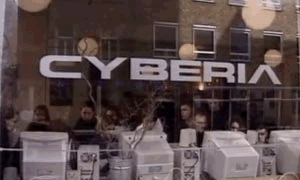
Kafejka internetowa Cyberia

Pierwsza kafejka internetowa została otwarta 1 września 1994 roku. Działała w Londynie przy 39 Whitefield Street pod nazwą „Cyberia”. Jak donosiła polska prasa:
W Londynie (...) działa (...) pierwsza w świecie kawiarnia internetowa, w której popijając kawę, ale po wrzuceniu monety do jednego z sześciu stojących pod ścianą terminali, klient uzyskuje szeroki dostęp do Internetu. Nowicjusz może liczyć na chętną pomoc techniczną ze strony personelu, można też wykupić cały cykl szkoleniowy.
Oprogramowanie do obsługi kafejki o nazwie „EasyNet” zostało opracowane samodzielnie przez właścicieli lokalu.

## W Polsce
Pierwsze kafejki internetowe zaczęły powstawać w Polsce w 1996 roku. W latach 2000–2005 były bardzo popularne. Później ich popularność zaczęła spadać ze względu na upowszechnienie dostępu do Internetu.